# Саакян, Тачат Мкртычевич
Тачат Мкртычевич Саакян (арм. Տաճատ Մկրտչի Սահակյան; 8 июля 1916, Брнакот, Зангезурский уезд, Елизаветпольская губерния, Кавказское наместничество, Российская империя — 16 января 1999, Ереван, Армения) — армянский историк, арменовед, педагог, профессор, «Отличник народного образования». Член КПСС (1942). Участник Великой Отечественной войны.

## Биография
Тачат Саакян родился в 1916 году в селе Брнакот Сисианского района. В честь Тачата Гнтуни, мученика Аварайрской битвы, российский византист и арменовед Николай Адонц, также родом из села Брнакот, назвал младенца именем Тачат.
Маленький Тачат потерял отца в двухлетнем возрасте. В 1936 году Тачат Саакян с отличием окончил Сисианскую среднюю школу. В 1940 году также с отличием — Исторический факультет педагогического института им. Хачатура Абовяна. Тачат Саакян вернулся в село и работал в средней школе.
В 1940 году Тачата Саакяна призвали в Красную Армию на военную службу. В день начала войны — 22 июня 1941 года, 4-й артиллерийский полк Киевского особого военного округа был дислоцирован в городе Броды, который в первый день войны подвергся нападению немецких войск. Саакян служил в полку заместителем политрука. Был ранен в одном из наступлений в августе 1941 года. После выздоровления вернулся на службу в Закавказский военный округ — сначала в Тбилиси, а затем, с февраля 1942 года, в стрелковый полк армянской дивизии. В 1942 году Саакян вступил в Коммунистическую партию. В сентябре 1942 года участвовал в боях в районе Туапсе в составе 408-й армянской дивизии. Был ранен в одном из ожесточённых боёв на направлении Туапсе-Гойтх и в Островском ущелье. После лечения был демобилизован. Награждён Орденом Отечественной Войны первой степени, медалями «За отвагу», «За победу над Германией в Великой Отечественной войне 1941—1945 гг.», нагрудным знаком «Отличник народного образования» и грамотой Председателя Верховного Совета Армянской ССР.
В 1943—1944 учебном году Тачат Саакян начал преподавать в средней школе родного села Брнакот в качестве учителя и преподавателя истории и немецкого языка. В сентябре 1944 года поступил в аспирантуру Ереванского педагогического института им. Хачатура Абовяна и работал на кафедре истории армянского народа того же института.
В 1949 году защитил кандидатскую диссертацию на тему «Сюникское царство» и получил учёную степень кандидата исторических наук, а в 1956 году ему было присвоено звание доцента.
В течение 50 лет он читал специальный курс истории армянского народа на историко-филологическом факультете Педагогического института им. Хачатура Абовяна.
29 ноября 1991 года, учитывая многолетнюю плодотворную научно-педагогическую деятельность Тачата Саакяна, кафедра истории армянского народа педагогического института им. Хачатура Абовяна, присвоила ему звание профессора.
Тачат Саакян занимался активной общественной деятельностью. Он читал лекции, научные доклады, рассказывал о последних достижениях арменоведения в различных учреждениях и предприятиях республики.
Тачат Саакян скончался 16 января 1999 года в Ереване. Похоронен в родном селе Брнакот. По его просьбе на надгробии выгравирована поэтическая строка армянского писателя Раффи: «Настанет ли когда-нибудь время?..» (арм. «Արդյո՞ք գալու է մի օր ժամանակ…»).

## Семья

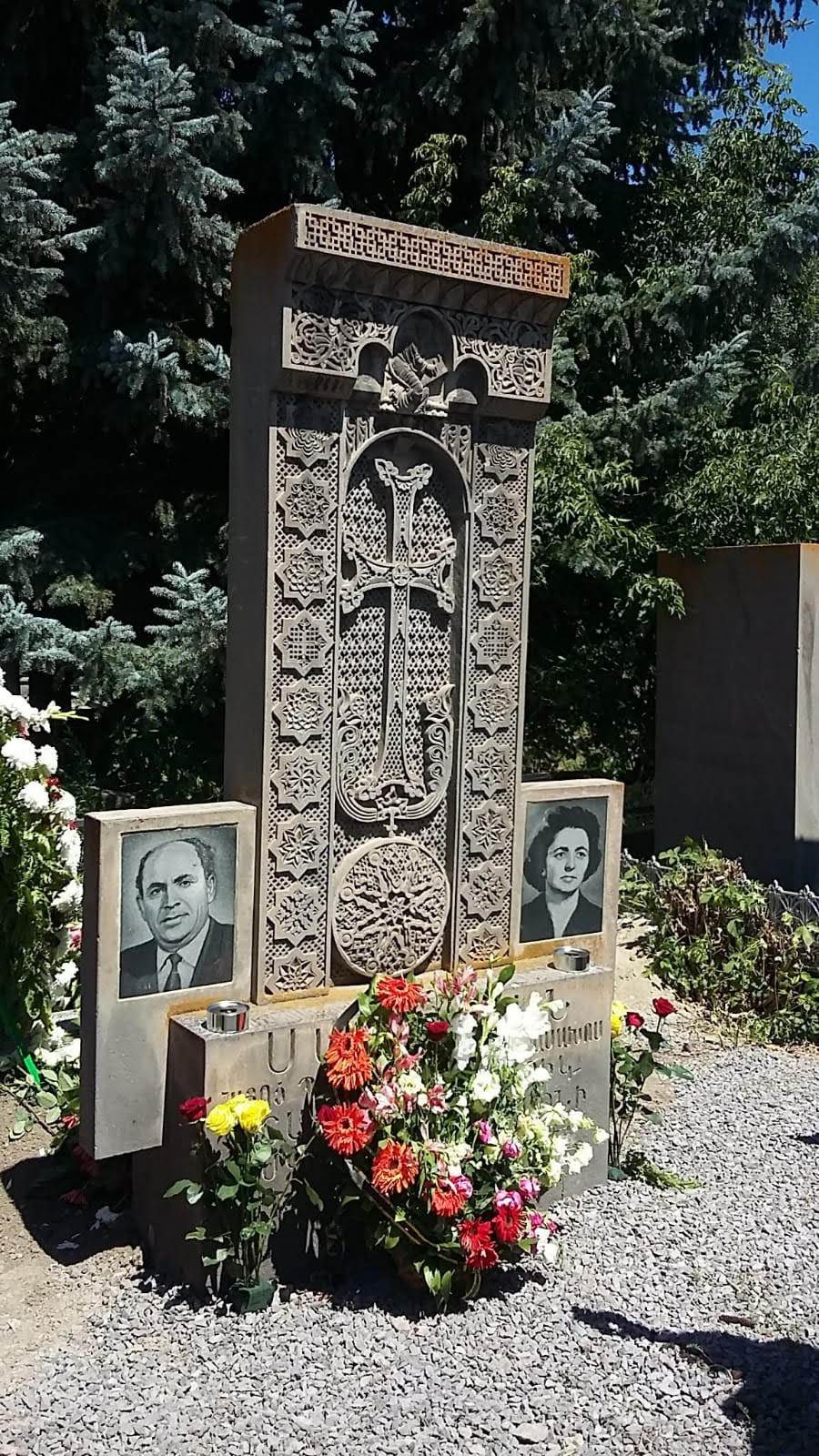
Могила Тачата Саакяна и его жены Кнарик Саакян.

Жена — Кнарик Саакян (1922-2020), химик, педагог. 
Дети:
- Ашот Саакян (1947), архитектор, член Союза архитекторов СССР.
- Ваган Саакян (1949), инженер-кибернетик.
- Асмик Саакян (1953), филолог.
- Саакануш Саакян (1960), филолог, переводчик, кинопродюсер, журналист.

## Труды
Историк Тачат Саакян является автором ряда научных статей и трудов:
- «Сюник в 13-15 веках».
- «Роль нахарарства (наследственного княжества в раннесредневековой Армении) Сюника в период правления Аршакидов».
- «Сюник в период Марзпанства» (также известна Сасанидская Армения).
- «Падение царства Аршакидов».
- «Идеология армянского национально-освободительного движения Раффи»[1].
- «Армянская освободительная война 481—484 гг.».
- «Восстановление государственной независимости Армении в последней четверти IX века».
- «Основание Сюникского царства и его политическая роль в 11 веке».
- «Армения и армянская культура глазами известных людей мира».
- «Прогрессивное значение объединения Восточной Армении с Россией»[7].

Научная работа Тачата Саакяна «Крестьянское восстание в Сюнике в X веке» была опубликована на французском языке в Париже в 1964 году.

## Награды
- Орден Отечественной войны 1-й степени (1985 г.)[8].
- Медаль «За отвагу»[8].
- «Медаль за победу над Германией в Великой Отечественной войне 1941—1945 гг.».
- Знак «Отличник народного образования».
- Почётная грамота Верховного Совета Армянской ССР.
- Медаль имени Хачатура Абовяна.

## Память

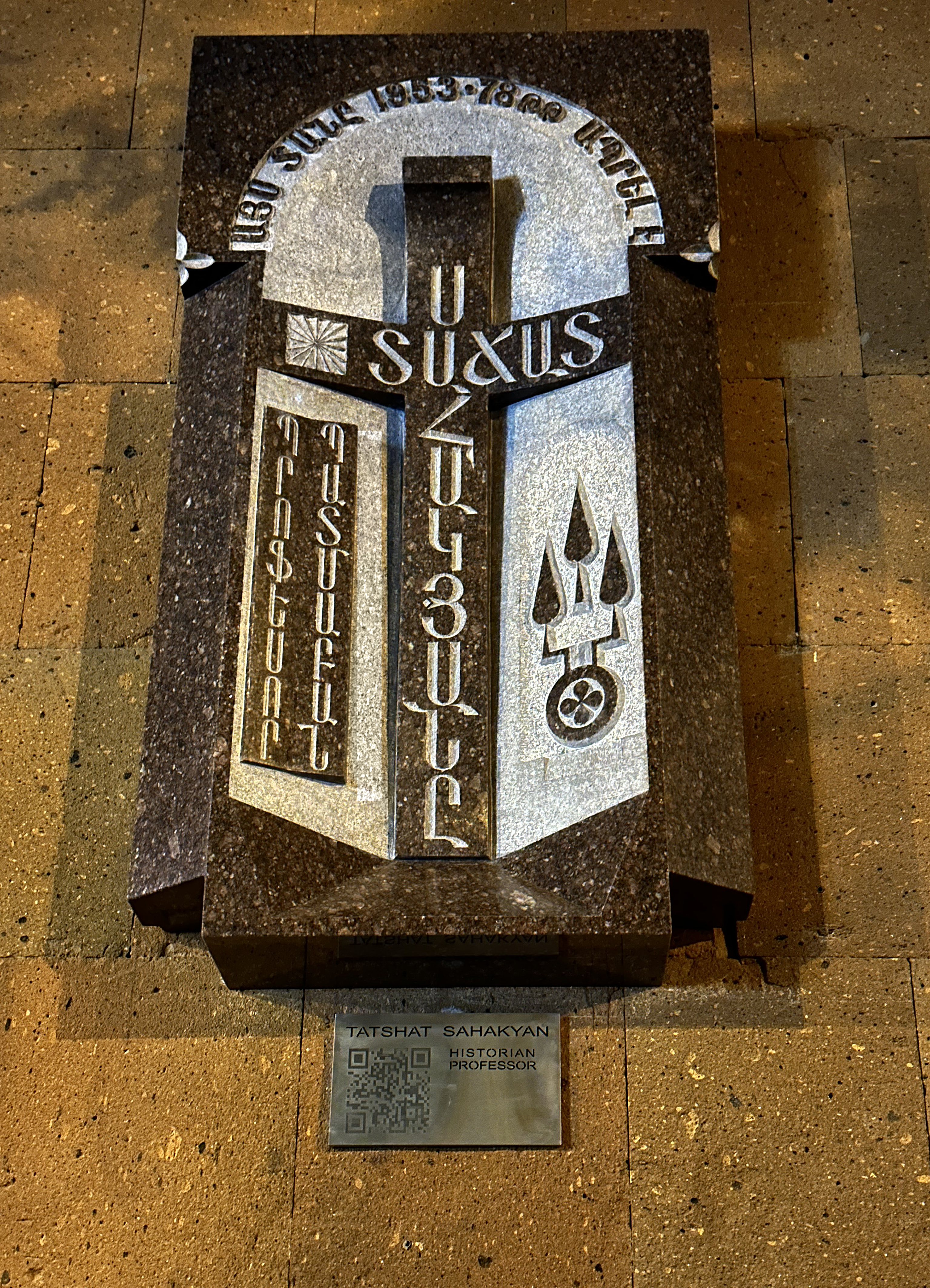
Mемориальная доска на стене здания по адресу: Ереван, улица Сурб Григора Лусаворича, 17

30 сентября 2023 года на основании решения Совета старейшин Ереванской мэрии от 24 мая 2022 года № 587-А «Об установке мемориальных досок» на стене здания по адресу: улица Сурб Григора Лусаворича, 17 установлена мемориальная доска. Автор мемориальной доски — архитектор Ашот Саакян, член Союза архитекторов СССР (ОО «АrmAuthor», № 08/5830, 03.02.2022), скульптор Камсар Варданян, мастера-каменщики Нарек Варданян и Артур Варданян.